# Gastón Ramírez
Artikeln följer den spanska namnseden; faderns efternamn är Ramírez och moderns efternamn Pereyra.
Gastón Ezequiel Ramírez Pereyra, född 2 december 1990 i Fray Bentos, Uruguay, är en professionell fotbollsspelare som spelar för italienska Sampdoria. Han spelar främst som offensiv mittfältare. 

## Klubbkarriär
Under perioden 2005–2009 spelade Ramírez för Peñarols ungdomslag. Han debuterade i A-laget den 21 mars 2009 mot Defensor Sporting, och spelade totalt 10 matcher i sin första säsong i högstaligan. Säsongen 2009–10 spelade Ramírez i 20 matcher som offensiv mittfältare bredvid Jonathan Urretaviscaya i innermittfältet - och bidrog till lagets serieseger.
Efter spel i U20-VM 2009 och en övertygande säsong i Peñarol köpte den italienska klubben Bologna Ramírez för en övergångssumma av €2.5 miljoner, i augusti 2010. Ramírez debuterade i en ligamatch mot Catania den 26 september 2010.

### Klubbstatistik
| Klubb                                                    | Säsong            | Inhemsk liga      | Inhemsk liga | Inhemsk liga | Nat. täv. | Nat. täv. | Internat. täv. | Internat. täv. | Totalt | Totalt |
| Klubb                                                    | Säsong            | Serie             | SM           | Mål          | SM        | Mål       | SM             | Mål            | SM     | Mål    |
| -------------------------------------------------------- | ----------------- | ----------------- | ------------ | ------------ | --------- | --------- | -------------- | -------------- | ------ | ------ |
| Peñarol                                                  | 2008–09           | 1a División       | 10           | 0            | 0         | 0         | 0              | 0              | 10     | 0      |
| Peñarol                                                  | 2009–10           | 1a División       | 20+3         | 6            | 0         | 0         | 0              | 0              | 23     | 6      |
| Peñarol                                                  | Totalt i klubblag | Totalt i klubblag | 33           | 6            | 0         | 0         | 0              | 0              | 33     | 6      |
| Bologna                                                  | 2010–11           | Serie A           | 25           | 4            | 2         | 3         | 0              | 0              | 27     | 7      |
| Bologna                                                  | 2011–12           | Serie A           | 33           | 8            | 0         | 0         | 0              | 0              | 33     | 8      |
| Bologna                                                  | Totalt i klubblag | Totalt i klubblag | 58           | 12           | 2         | 3         | 0              | 0              | 60     | 15     |
| Southampton                                              | 2012–13           | Premier League    | 26           | 5            | 0         | 0         | 0              | 0              | 26     | 5      |
| Southampton                                              | 2013–14           | Premier League    | 18           | 1            | 4         | 2         | 0              | 0              | 22     | 3      |
| Southampton                                              | 2014–15           | Premier League    | 1            | 0            | 1         | 0         | 0              | 0              | 2      | 0      |
| Southampton                                              | 2015–16           | Premier League    | 1            | 0            | 1         | 0         | 0              | 0              | 2      | 0      |
| Southampton                                              | Totalt i klubblag | Totalt i klubblag | 46           | 6            | 6         | 2         | 0              | 0              | 52     | 8      |
| Hull City                                                | 2014–15           | Premier League    | 22           | 1            | 0         | 0         | 0              | 0              | 22     | 1      |
| Hull City                                                | Totalt i klubblag | Totalt i klubblag | 22           | 1            | 0         | 0         | 0              | 0              | 22     | 1      |
| Antal matcher och mål är korrekt per den 25 oktober 2015 |                   |                   |              |              |           |           |                |                |        |        |

## Landslagskarriär
Ramírez debuterade i Uruguays herrlandslag den 8 oktober 2010 i en träningsmatch mot Indonesien - och avslutade matchen med två målgivande passningar.
Ramírez deltog i Uruguays trupp vid olympiska sommarspelen 2012 i London, där laget ej lyckades ta sig vidare från gruppspelet.

### Landslagsstatistik
| Kronologisk lista över spelade landskamper – Uruguay | Kronologisk lista över spelade landskamper – Uruguay | Kronologisk lista över spelade landskamper – Uruguay | Kronologisk lista över spelade landskamper – Uruguay | Kronologisk lista över spelade landskamper – Uruguay | Kronologisk lista över spelade landskamper – Uruguay | Kronologisk lista över spelade landskamper – Uruguay | Kronologisk lista över spelade landskamper – Uruguay | Kronologisk lista över spelade landskamper – Uruguay |
| Nr                                                   | Datum                                                | Spelplats                                            | Hemmalag                                             | Resultat                                             | Bortalag                                             | Mål                                                  | Evenemang                                            |                                                      |
| ---------------------------------------------------- | ---------------------------------------------------- | ---------------------------------------------------- | ---------------------------------------------------- | ---------------------------------------------------- | ---------------------------------------------------- | ---------------------------------------------------- | ---------------------------------------------------- | ---------------------------------------------------- |
| 1                                                    | 08.10.2010                                           | Jakarta, Indonesien                                  | Indonesien                                           | 1 – 7                                                | Uruguay                                              |                                                      | Träningsmatch                                        |                                                      |
| 2                                                    | 12.10.2010                                           | Wuhan, Kina                                          | Kina                                                 | 0 – 4                                                | Uruguay                                              |                                                      | Träningsmatch                                        |                                                      |
| 3                                                    | 18.11.2010                                           | Santiago, Chile                                      | Chile                                                | 2 – 0                                                | Uruguay                                              |                                                      | Träningsmatch                                        |                                                      |
| 4                                                    | 25.03.2011                                           | Tallinn, Estland                                     | Estland                                              | 2 – 0                                                | Uruguay                                              |                                                      | Träningsmatch                                        |                                                      |
| 5                                                    | 29.05.2011                                           | Sinsheim, Tyskland                                   | Tyskland                                             | 2 – 1                                                | Uruguay                                              |                                                      | Träningsmatch                                        |                                                      |
| 6                                                    | 08.06.2011                                           | Montevideo, Uruguay                                  | Uruguay                                              | 1–1 (4–3)                                            | Nederländerna                                        |                                                      | Copa de fraternidad                                  |                                                      |
| 7                                                    | 02.09.2011                                           | Charkiv, Ukraina                                     | Ukraina                                              | 2 – 3                                                | Uruguay                                              |                                                      | Träningsmatch                                        |                                                      |
| 8                                                    | 11.11.2011                                           | Montevideo, Uruguay                                  | Uruguay                                              | 4 – 0                                                | Chile                                                |                                                      | VM-kval                                              |                                                      |
| 9                                                    | 29.02.2012                                           | Bukarest, Rumänien                                   | Rumänien                                             | 1 – 1                                                | Uruguay                                              |                                                      | Träningsmatch                                        |                                                      |
| 10                                                   | 25.05.2012                                           | Moskva, Ryssland                                     | Ryssland                                             | 1 – 1                                                | Uruguay                                              |                                                      | Träningsmatch                                        |                                                      |
| 11                                                   | 10.06.2012                                           | Montevideo, Uruguay                                  | Uruguay                                              | 4 – 2                                                | Peru                                                 |                                                      | VM-kval                                              |                                                      |

| Kronologisk lista över spelade landskamper – Uruguays olympiska fotbollslag | Kronologisk lista över spelade landskamper – Uruguays olympiska fotbollslag | Kronologisk lista över spelade landskamper – Uruguays olympiska fotbollslag | Kronologisk lista över spelade landskamper – Uruguays olympiska fotbollslag | Kronologisk lista över spelade landskamper – Uruguays olympiska fotbollslag | Kronologisk lista över spelade landskamper – Uruguays olympiska fotbollslag | Kronologisk lista över spelade landskamper – Uruguays olympiska fotbollslag | Kronologisk lista över spelade landskamper – Uruguays olympiska fotbollslag | Kronologisk lista över spelade landskamper – Uruguays olympiska fotbollslag |
| Nr                                                                          | Datum                                                                       | Spelplats                                                                   | Hemmalag                                                                    | Resultat                                                                    | Bortalag                                                                    | Mål                                                                         | Evenemang                                                                   |                                                                             |
| --------------------------------------------------------------------------- | --------------------------------------------------------------------------- | --------------------------------------------------------------------------- | --------------------------------------------------------------------------- | --------------------------------------------------------------------------- | --------------------------------------------------------------------------- | --------------------------------------------------------------------------- | --------------------------------------------------------------------------- | --------------------------------------------------------------------------- |
| 1                                                                           | 12.07.2012                                                                  | Maldonado, Uruguay                                                          | Uruguay U23                                                                 | 6 – 4                                                                       | Chile U23                                                                   |                                                                             | Träningsmatch                                                               |                                                                             |
| 2                                                                           | 15.07.2012                                                                  | Montevideo, Uruguay                                                         | Uruguay U23                                                                 | 2 – 0                                                                       | Panama U23                                                                  | 1                                                                           | Träningsmatch                                                               |                                                                             |
| 3                                                                           | 26.07.2012                                                                  | Manchester, England                                                         | Förenade Arabemiraten                                                       | 1 – 2                                                                       | Uruguay                                                                     | 1                                                                           | OS 2012                                                                     |                                                                             |
| 4                                                                           | 29.07.2012                                                                  | London, England                                                             | Senegal                                                                     | 2 – 0                                                                       | Uruguay                                                                     |                                                                             | OS 2012                                                                     |                                                                             |
| 5                                                                           | 01.08.2012                                                                  | Cardiff, Wales                                                              | Storbritannien                                                              | 1 – 0                                                                       | Uruguay                                                                     |                                                                             | OS 2012                                                                     |                                                                             |

## Meriter
Peñarol
- Primera División de Uruguay: Seriesegrare 2009–10